# Parc naturel régional de Millevaches en Limousin
Le parc naturel régional de Millevaches en Limousin est un parc naturel régional français créé en 2004, situé à cheval sur trois départements de la région Nouvelle-Aquitaine (Corrèze, Creuse, Haute-Vienne). Il est, dans l'ordre chronologique, le deuxième parc naturel du territoire régional limousin ; le premier, celui du Périgord-Limousin, date de 1998. Il est l'un des quatre PNR de la nouvelle grande région.
Il est présidé, depuis fin septembre 2020, par Philippe Brugère,, maire de Meymac, qui succède à Philippe Connan, conseiller municipal de Saint-Sulpice-les-Bois, élu en 2016, et à l'ancien conseiller régional de Corrèze Christian Audouin (PCF).
S'étendant sur 3 346 km2, ce qui en fait le troisième PNR par la superficie, le parc s'organise autour du plateau de Millevaches, vaste ensemble hercynien de nature granitique de la périphérie occidentale du Massif central et qui s'étage entre 400 et 1 000 mètres d'altitude, et plusieurs plateaux et petits massifs périphériques (plateau de la Courtine, haute Combraille, Monédières, mont Gargan…). Le territoire concerné est représentatif d'une diversité de paysages humides de façade océanique (landes, tourbières, espaces boisés et prairies agricoles).
Le parc est peuplé de 38 950 habitants répartis sur 124 communes.
La maison du parc se situe à Millevaches (Corrèze), depuis 2015.

## Histoire du parc

Logo du PNR.

Dès la fin des années 1960,, l'idée d'un parc naturel régional sur le territoire du plateau de Millevaches est avancée.
Elle est relancée en 1987 par Robert Savy, élu président du conseil régional du Limousin. En 1989, la région charge le bureau d'accueil de la Montagne limousine (BAM) de réaliser une étude d'opportunité et de faisabilité, qu'elle cofinance avec la DATAR. En 1991, le périmètre d'étude et le comité de pilotage présidé par le maire de Sérilhac et conseiller général socialiste corrézien Yves Terrieux, sont définis, ne parvenant pas dans un premier temps à atténuer les craintes de certains agriculteurs et défenseurs de l'environnement.

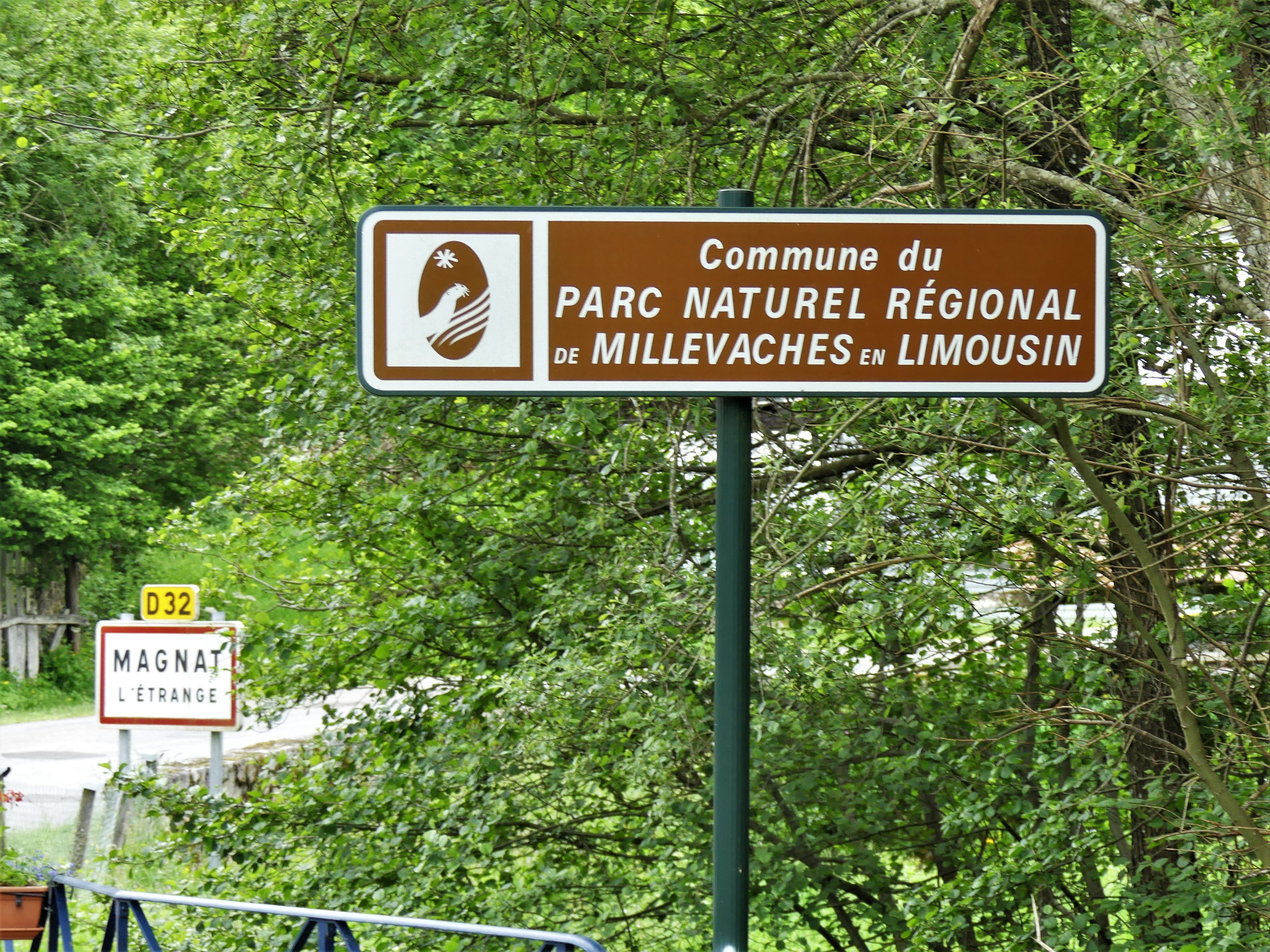
Panneau placé à l'entrée de toutes les communes adhérentes (ici Magnat-l'Étrange).

L'élaboration du projet (« PNR Millevaches ») porté par la région, les conseils généraux de Haute-Vienne et Corrèze et plusieurs élus locaux dont le maire de Gentioux-Pigerolles, se heurte également au scepticisme du président RPR du conseil général de la Creuse, Bernard de Froment. Une séance plénière du conseil régional est consacrée au projet en septembre 1993. La mise en place en 1996 du syndicat de préfiguration est l'objet de vives querelles politiques. Il est finalement présidé par le maire de Gentioux, Pierre Derozier, remplacé en 2002 par Christian Audouin.
Le projet de la première charte du futur parc est présenté en juin 2003 et le parc est finalement créé par décret du 18 mai 2004.
En 2010, des dissensions se font sentir entre la direction du parc et le conseil général de la Haute-Vienne, quand ce dernier vote son retrait de la structure en tant que partenaire.
Le parc s’attelle en 2013 à la révision de sa charte pour la période 2016-2028, qui prévoit notamment l'extension du périmètre à 16 nouvelles communes (14 en Creuse et 2 en Corrèze). L'avant-projet de charte est rédigé en 2014 et 2015, mais le projet n'est finalisé qu'en 2017. L'enquête publique se déroule à l'automne 2017. La charte 2018-2033 permet finalement l'intégration de 11 nouvelles communes (2 en Corrèze, 9 en Creuse).
Depuis le 30 novembre 2021, le parc est la quatrième réserve internationale de ciel étoilé labellisée en France, consacrant ainsi le ciel du plateau de Millevaches parmi les 19 plus beaux au monde.

## Situation et périmètre

### Situation
Le territoire du parc s'étend sur la partie centrale et orientale de l'ancienne région administrative du Limousin, dont il occupe près de 19 % de la superficie totale. La majeure partie du parc (1 708 km2 soit 54 %) est située dans le département de la Corrèze, la partie creusoise s'étend sur 1 007 km2 (32 %), la partie haut-viennoise représentant 428 km2 (14 %).

### Liste des communes

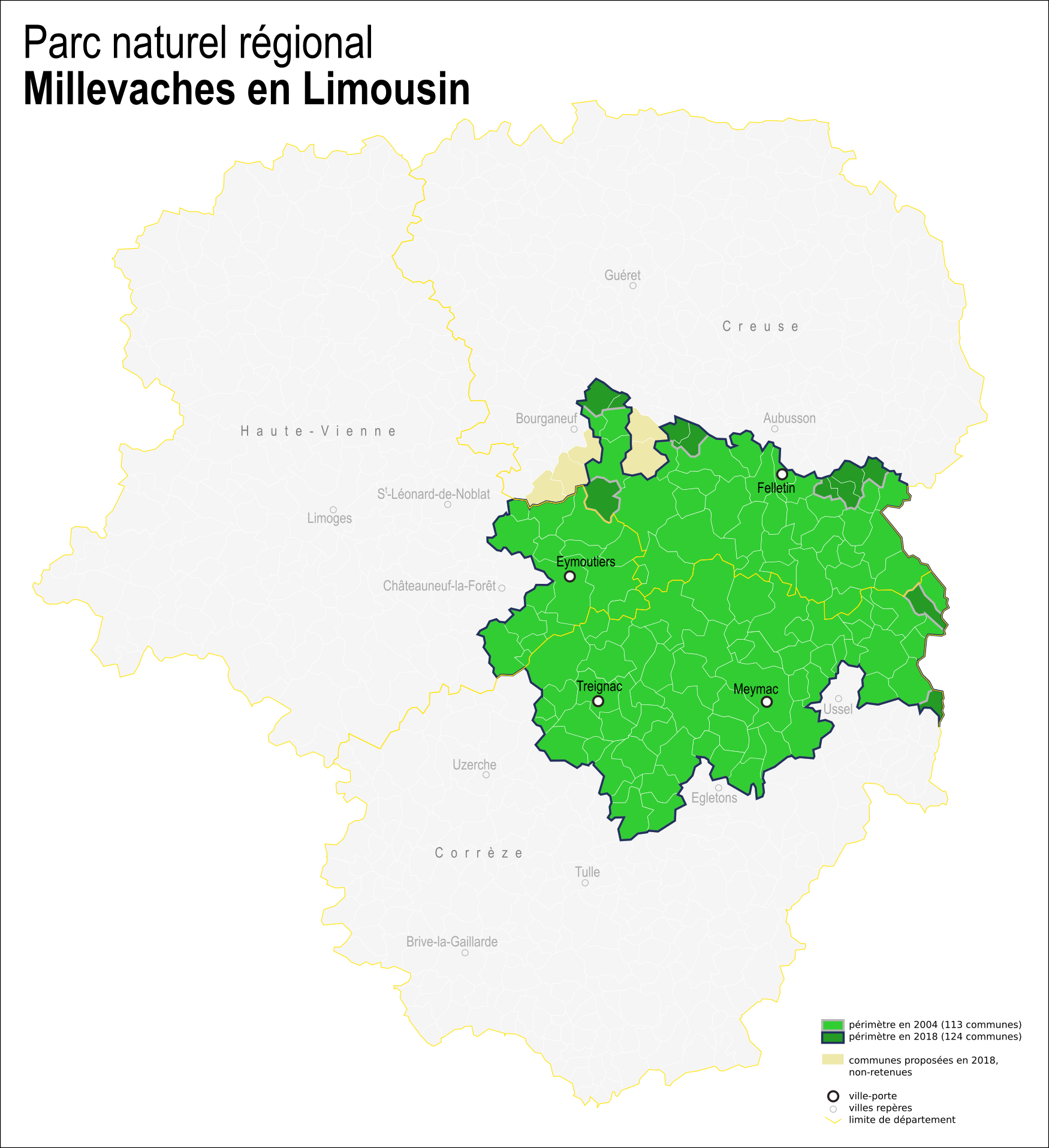
Carte des communes du parc.

Avec la nouvelle charte, de nouvelles communes sont venues s'ajouter, par rapport à la période 2004-2016 :
- en Corrèze : Confolent-Port-Dieu et Feyt
- en Creuse : Banize, Chavanat, Pontarion, Pontcharraud, Saint-Martin-Château, Saint-Maurice-près-Crocq, Saint-Oradoux-près-Crocq, Saint-Pardoux-d'Arnet et Thauron.

Faux-Mazuras, Saint-Junien-la-Bregère, Saint-Moreil, Saint-Pierre-Bellevue et Vidaillat ont également été consultées, mais n'ont finalement pas souhaité adhérer à la charte.

### Aires protégées

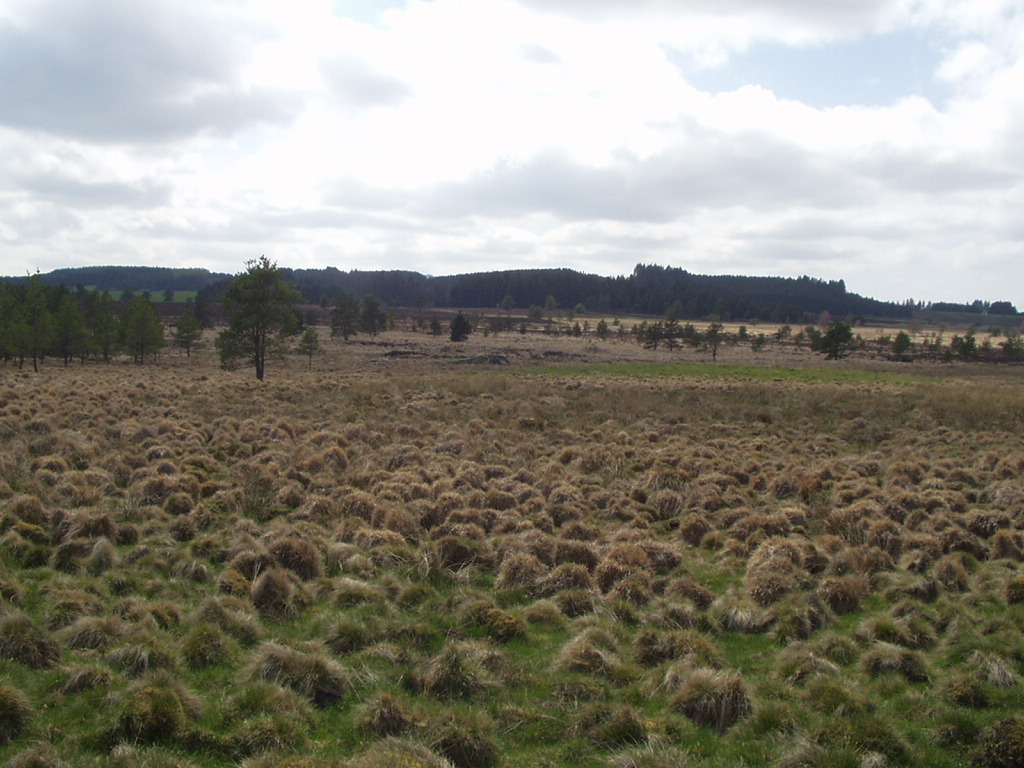
La tourbière du Longéroux est un site naturel emblématique de la région et du parc naturel régional, géré par le conservatoire régional des espaces naturels du Limousin, abrité par la ZPS du plateau de Millevaches.

Le Parc naturel régional englobe des espaces naturels remarquable, certains sont déjà classé comme aire protégée d'autre font simplement l'objet de recensement par les services du PNR, à l'heure actuelle. L'un des objectifs des PNR est d'augmenter la surface d'aires protégées légalement.
Les services du PNR sont gestionnaires d'une partie de ces aires protégées, notamment des zones Natura 2000. D'autre sites, comme la tourbière des Dauges (dans les monts d'Ambazac) et la tourbière du Longéroux — un des 28 sites d'intérêt écologique majeur du PNR — sont gérés par le conservatoire d'espaces naturels du Limousin.

#### Réseau Natura 2000

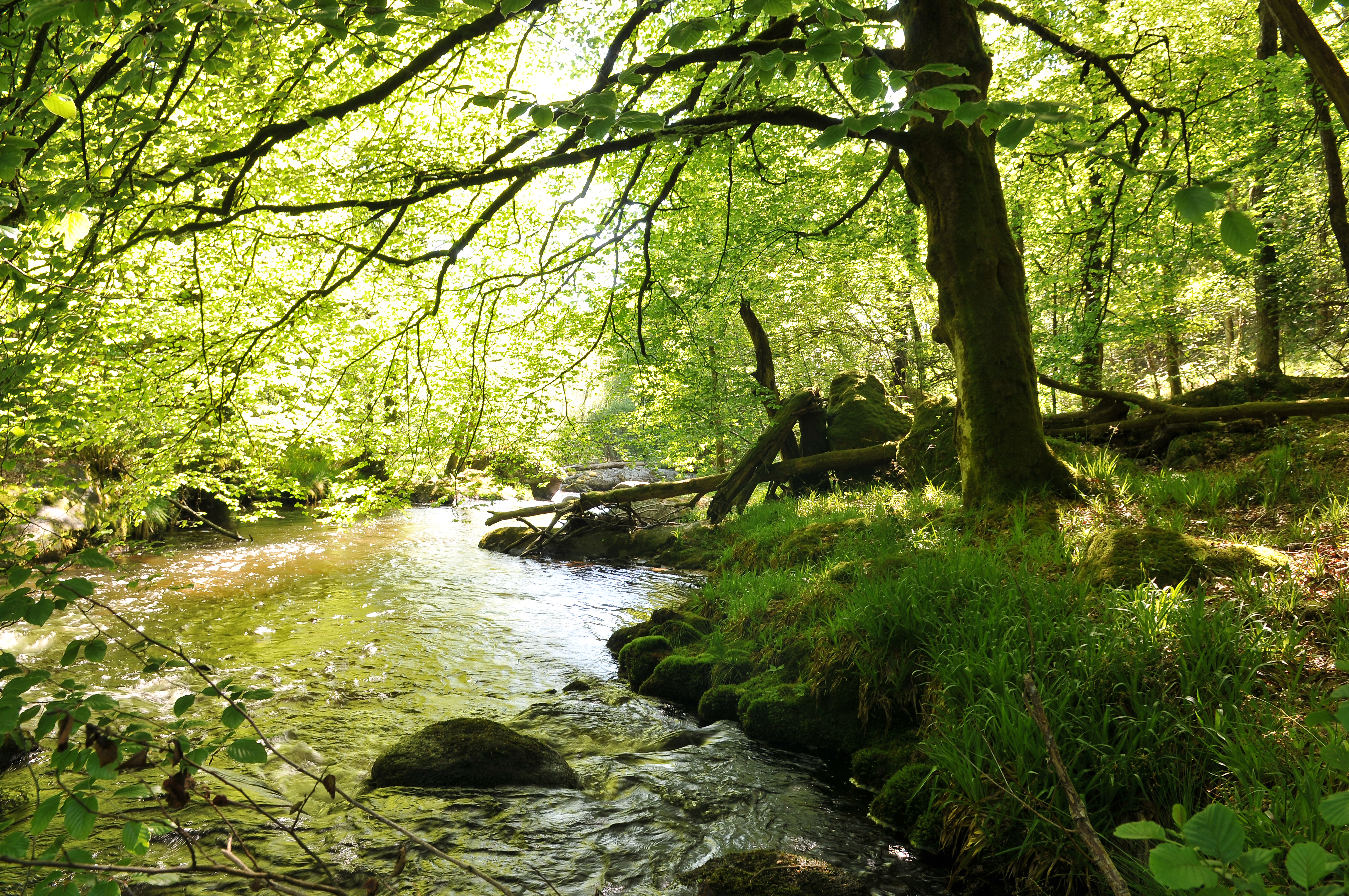
La haute vallée de la Vienne fait l'objet d'une protection en zone spéciale de conservation, entre la source et en aval la commune de Saint-Léonard-de-Noblat, hors PNR.

Cinq sites ont reçu dans le parc (qui les cogère) la classification d'intérêt communautaire du réseau Natura 2000. Parmi eux, on dénombre quatre ZSC (zones spéciales de conservation), présentant un fort intérêt pour le patrimoine naturel exceptionnel qu'elles abritent.
Ces quatre ZSC sont :
- la ZSC de la haute vallée de la Vienne[a 3], créée en 2007, qui s'étend sur 1 318 ha sur 15 communes (5 en Corrèze, 1 en Creuse, 9 en Haute-Vienne dont 5 extérieures au PNR).
- la ZSC de la tourbière de Négarioux-Malsagne[a 4], créée en 2003, qui s'étend sur 201 ha sur la commune corrézienne de Peyrelevade.
- la ZSC des landes des Monédières[a 5], créée en 2009, qui s'étend sur 244 ha sur les communes corréziennes de Chaumeil et Saint-Augustin.
- la ZSC des tourbières et fonds tourbeux de Bonnefond et Péret Bel Air[a 6], créée en 2007, qui s'étend sur 506 ha sur les communes corréziennes d'Ambrugeat, Bonnefond, Davignac, Péret-Bel-Air et Pérols-sur-Vézère.

La dernière des zones protégées au sein du réseau Natura 2000 est une ZPS (zone de protection spéciale), au titre de la directive Oiseaux et visant la protection et la gestion des populations d'espèces d'oiseaux sauvages. Il s'agit de la ZPS du plateau de Millevaches, créée le 25 avril 2006. 42 espèces d'intérêt communautaire y sont connues, telles l'alouette lulu, la chouette de Tengmalm ou la pie-grièche écorcheur. Son territoire s'étend sur 29 communes du PNR (14 en Creuse, 13 en Corrèze, 2 en Haute-Vienne).

#### ZNIEFF
Le parc abrite environ 110 zones naturelles d'intérêt écologique, faunistique et floristique, pour certaines à cheval sur deux ou trois départements. Elles sont 68 en Corrèze, 41 en Creuse, 8 en Haute-Vienne.

#### Sites du conservatoire du littoral et des rivages lacustres

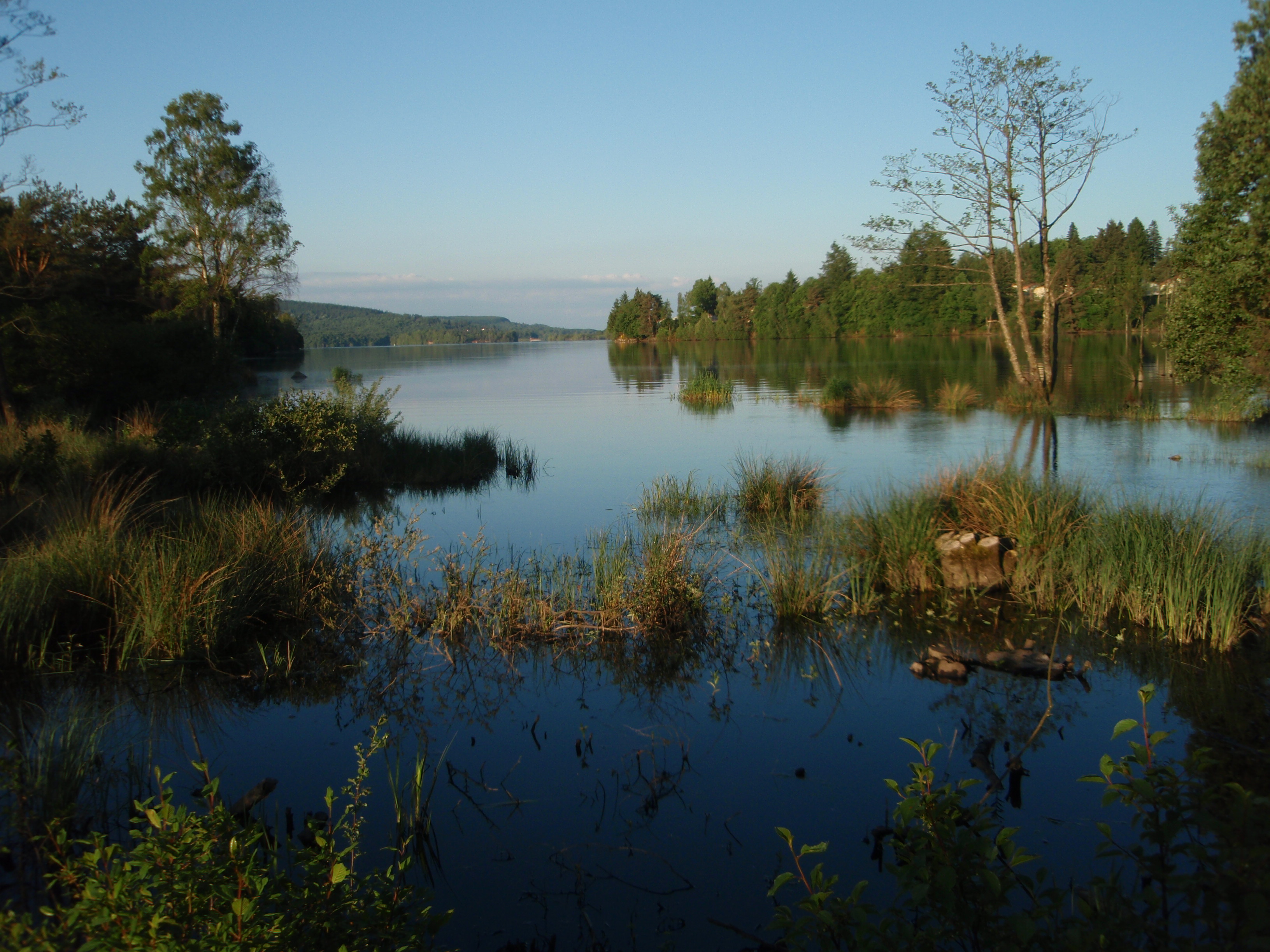
Rivage du lac de Vassivière, sur la commune de Royère-de-Vassivière, protégé par le conservatoire du littoral.

Le conservatoire du littoral a la charge de plusieurs rivages lacustres français, en plus de nombreux rivages maritimes. Propriétaire d'espaces bien définis, il possède un périmètre d'intervention plus large qui lui permet de gérer au mieux des milieux humides dans leur globalité. En Limousin, il a délégué au syndicat mixte de Vassivière la gestion de deux sites, en bordure du lac de Vassivière, au sein du PNR :
- le site de Soumeix (140 hectares), sur la commune de Royère-de-Vassivière (Creuse),
- le site de Sous les chemins (114 hectares), sur la commune de Beaumont-du-Lac (Haute-Vienne).

#### Réserves naturelles
Il existe deux réserves naturelles régionales sur le territoire du parc naturel de Millevaches.
- la réserve naturelle régionale de l'étang Coudert, sur la commune de Saint-Rémy (Corrèze), qui sur 18 hectares encadre un habitat de la loutre[18].
- la réserve naturelle régionale du domaine de Gioux, sur les communes corréziennes de Saint-Rémy et Sornac, s'étendant sur 66 hectares regroupant des milieux représentatifs de la région[19].

#### Sites d'intérêt écologique majeur

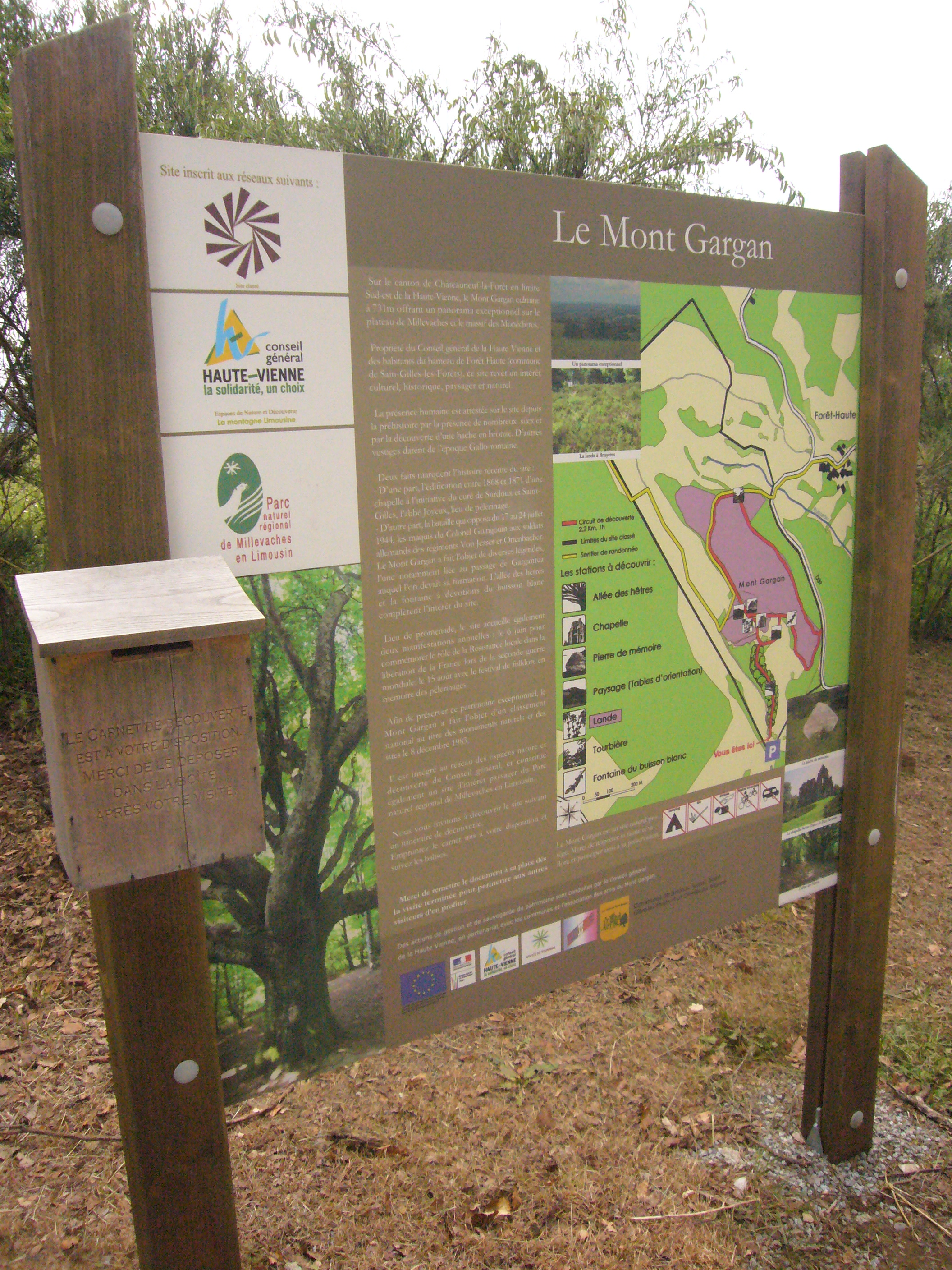
Panneau co-implanté par le PNR, situé au départ du sentier d'accès au mont Gargan, présentant le site comme un site d'intérêt paysager (SIP).

Le PNR a défini 28 sites d’intérêt écologique majeur (SIEM), censés « [représenter] un "échantillon" du patrimoine naturel remarquable du territoire du parc » ; il ne s'agit pas d'une règlementation supplémentaire. Le conservatoire botanique national du Massif central se charge de cartographier les sites, dont le PNR assure la surveillance toujours en collaboration avec les acteurs locaux (agriculteurs notamment) et/ou organismes tels que le CEN Limousin (pour la tourbière de l'étang du Bourdeau par exemple), l'État, etc.. Ces sites associent diversité biologique et nécessité de conservation d'espaces fragiles. Ils sont doublés de sites d'intérêt paysager (SIP), tels le lac de Lavaud-Gelade, le mont Gargan, le lac des Bariousses ou le massif des Monédières, recoupant en partie les sites du réseau Natura 2000.
Liste des SIEM du parc naturel régional de Millevaches en Limousin :
- Tourbière du Longéroux
- Tourbière de la Ferrière
- Ribières de Gladière
- Tourbière de Négarioux Malsagne
- Tourbière de Longerade
- Landes d'Ars
- Landes de Marcy
- Landes de Sénoueix
- Étang des Oussines
- Étang de Grattadour
- Tourbière de l’étang du Bourdeau
- Étang et tourbière de Chabannes
- Tourbière et landes de la Mazure
- Landes et Tourbière de Giat
- Landes de Gioux
- Sources de la Vienne
- Lac de Servière et tourbière de Beyrbeyrolles
- Landes des Roches Brunagères et Bois de Crozat
- Vallée du ruisseau de l’Echameil
- Vallée de la Gioune
- Forêt de Châteauvert
- Forêt de La Cubesse
- Forêt de Mirambel
- Hêtraie du Petit Confolent
- Montagne de Bay
- Gorges du Chavanon
- Gorges de la Vézère
- Rochers de Clamouzat

## Géographie physique

### Relief et géologie

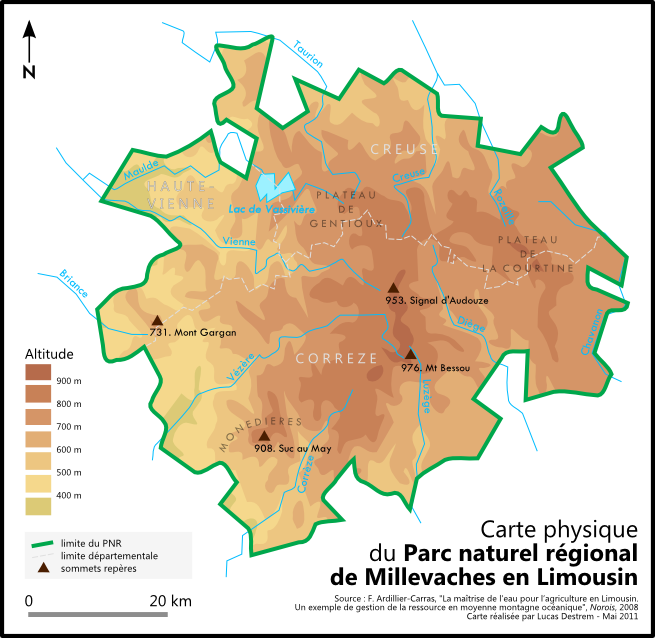
Carte physique du parc naturel régional de Millevaches en Limousin.

En termes de relief, le territoire du parc se partage entre quatre zones plus ou moins distinctes :
- dans la partie centrale, ne couvrant en vérité qu'environ 40 % de sa superficie, le plateau de Millevaches dans son acception la plus précisément géographique, entre 800 et 977 mètres d'altitude, s'étendant de Felletin au nord aux Monédières au sud, suivant un arc légèrement ouvert en amphithéâtre vers l'ouest, et d'où émergent plusieurs grands cours d'eau comme la Vienne et la Vézère. Cette partie est la plus élevée du parc, on y trouve plusieurs sommets au-delà de 900 mètres d'altitude, dont le mont Bessou, point culminant du parc et du Limousin.
- à l'est, le plateau de La Courtine, entre 700 et 936 mètres d'altitude.
- au nord, les collines du pays de Vassivière et du plateau de Gentioux, entre 500 et 800 mètres d'altitude.
- à l'ouest, la partie la plus basse du parc, qui est en fait la bordure orientale du plateau du Limousin, entre 350 et 731 mètres d'altitude.

#### Géologie
Le plateau est constitué d'un massif de granite à gros critaux, âgé d'environ 300 Ma, massif fortement érodé.
Sur ce sous-sol deux types de sols se sont mis en place :
- des podzosols de milieux acides ;
- des sols hydromorphes, gleys et sols tourbeux.

### Hydrographie
Le plateau est souvent décrit comme un « château d'eau », sur lequel onze cours d'eau de longueur supérieure à 50 kilomètres prennent leur source : Vienne, Creuse, Vézère, Taurion, Corrèze, Tardes, Maulde, Luzège, Briance, Chavanon et Diège.

### Climat
Le climat du territoire est de type océanique, à mi-chemin entre la nuance parisienne au nord, plus fraîche, et, au sud, la nuance aquitaine, plus douce. L'altitude modère cette influence océanique, conférant au territoire un climat légèrement montagnard, avec des chutes de neige possibles jusqu'en avril. Dans les tourbières, du gel est même possible au mois d'août, pourtant le plus chaud de l'année, au petit matin.
La température moyenne annuelle se situe autour de 7,5 °C et les précipitations oscillent entre 1 600 et 1700mm/an sur le plateau de Millevaches proprement dit.
| Mois                              | jan.  | fév.  | mars  | avril | mai  | juin  | jui. | août | sep.  | oct.  | nov.  | déc.  |
| --------------------------------- | ----- | ----- | ----- | ----- | ---- | ----- | ---- | ---- | ----- | ----- | ----- | ----- |
| Température minimale moyenne (°C) | −2,7  | −2,5  | −0,8  | 1,2   | 4,8  | 7,5   | 9,6  | 9,5  | 7,3   | 4,5   | 0,4   | −1,6  |
| Température maximale moyenne (°C) | 4,9   | 6,1   | 8,9   | 11,7  | 15,9 | 19    | 21,8 | 21,4 | 18,7  | 14,5  | 8,8   | 5,8   |
| Précipitations (mm)               | 132,6 | 121,2 | 104,4 | 104,7 | 117  | 103,7 | 72,5 | 99,2 | 114,3 | 119,5 | 132,5 | 152,8 |

| Mois                              | jan.  | fév.  | mars | avril | mai  | juin | jui. | août | sep.  | oct.  | nov.  | déc.  |
| --------------------------------- | ----- | ----- | ---- | ----- | ---- | ---- | ---- | ---- | ----- | ----- | ----- | ----- |
| Température minimale moyenne (°C) | −1,4  | −1,2  | 0,3  | 2,1   | 5,6  | 8,7  | 10,3 | 9,8  | 7,7   | 4,6   | 1,2   | −0,5  |
| Température maximale moyenne (°C) | 6,9   | 8,1   | 11   | 13,7  | 17,9 | 21,2 | 24,3 | 23,4 | 20,5  | 16,1  | 10,4  | 7,5   |
| Précipitations (mm)               | 123,7 | 108,8 | 96,3 | 97,4  | 111  | 96,7 | 74,8 | 91,1 | 109,1 | 113,2 | 115,3 | 136,1 |

### Sous-unités géographiques

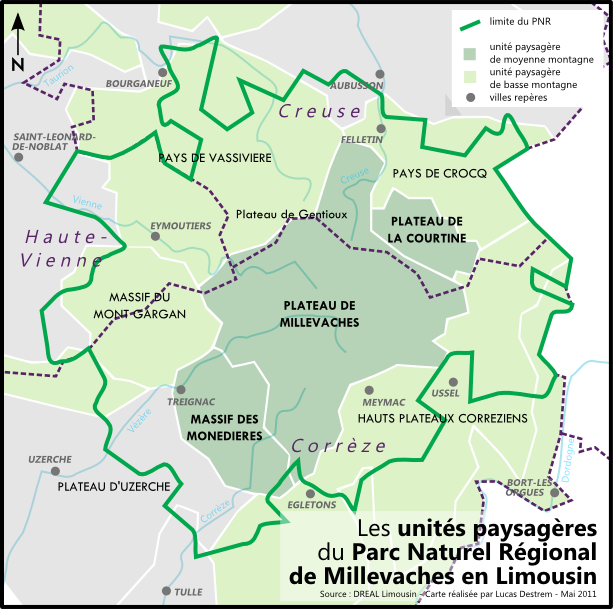
Carte des unités paysagères définies dans lAtlas des paysages du Limousin de 2005, sur le territoire du parc.

Deux découpages paysagers ont été effectués sur le territoire du parc. Le premier divise le parc en sept unités paysagères, définies dans le projet de charte du futur PNR en 2003, résultant d'interactions entre homme et nature, définies selon des critères géomorphologiques, anthropiques et hydrologiques. Ce sont ces unités qui sont présentées dans la liste suivante.
L'autre découpage a été proposé par l'agence de paysage Folléa-Gautier et la direction régionale de l'environnement (DREAL), en partenariat avec l'université de Limoges, dans un Atlas des paysages du Limousin édité en 2005. Dans ce découpage, qui recense trente-deux unités de paysage recouvrant l'ensemble de la région Limousin et qui sont principalement fondées sur des aspects géomorphologiques et naturels, le territoire du parc est réparti sur une quinzaine d'unités, pour certaines d'entre-elles de façon très partielle.
Les unités présentées ci-après renvoient donc à la liste proposée dans le projet de charte de 2003, et explicitement mise en place dans le contexte du territoire du parc.
| Nom                                     |                                         | Altitude | Description |
| --------------------------------------- | --------------------------------------- | --- | --- |
| Plateau de Millevaches                  |                                         | | |
| Pays des sources                        | 700 à 977 m                             | C'est l'unité centrale et culminante du territoire, nettement plus ouverte que les unités périphériques (landes, tourbières de grande taille, larges espaces pastoraux), bien que gagnée par la forêt résineuse. De nombreuses sources y sont répertoriées.                                                                        | |
| Pays de Vassivière                      | 700 à 800 m                             | Il s'articule autour des deux grands plans d'eau de Vassivière et Lavaud-Gelade, entre vallons tourbeux à l'abandon et grands espaces forestiers. Cette unité, cloisonnée au nord par une forte rupture de pente, est marquée par une nette déprise agricole.                                                                      | |
| Vallées de Haute-Corrèze                | 500 à 850 m                             | Ces vallées successives marquent la bordure sud-est du territoire. Dessinées par les cours d'eau nés sur le plateau et descendant vers la vallée de la Dordogne, elles constituent un espace contigu au haut plateau des « Sources », où se maintient une agriculture de fond de vallées encaissées et une forêt souvent ancienne. | |
| Massif des Monédières                   | Massif des Monédières                   | 400 à 900 m | Ce petit massif périphérique au relief relativement marqué, de 400 à plus de 900 mètres, constitue un ensemble largement forestier mais partiellement tourbeux, qui se détache brusquement du relief, en particulier vers l'ouest, dominant le plateau d'Uzerche. |
| Plateau de La Courtine                  | Plateau de La Courtine                  | 600 à 850 m | Il est séparé du plateau de Millevaches par les cours amont de la Creuse dans le département homonyme au nord, et de la Liège dans le département de la Corrèze au sud. Il s'agit d'un plateau massif à terminaison septentrionale collinéenne. Principalement forestier, il est marqué par présence persistante de l'agriculture herbagère voire bocagère au nord, dans la transition vers la Combrailles. |
| Vallée de la Vienne et de ses affluents | Vallée de la Vienne et de ses affluents | 300 à 700 m | Il s'agit d'un espace de transition entre le plateau limousin et la « montagne » proprement dite, principalement drainé par trois cours d'eau : la Vienne, la Maulde et la Combade. Le territoire est partagé entre vallons boisés et prairies et petits plateaux agricoles. |

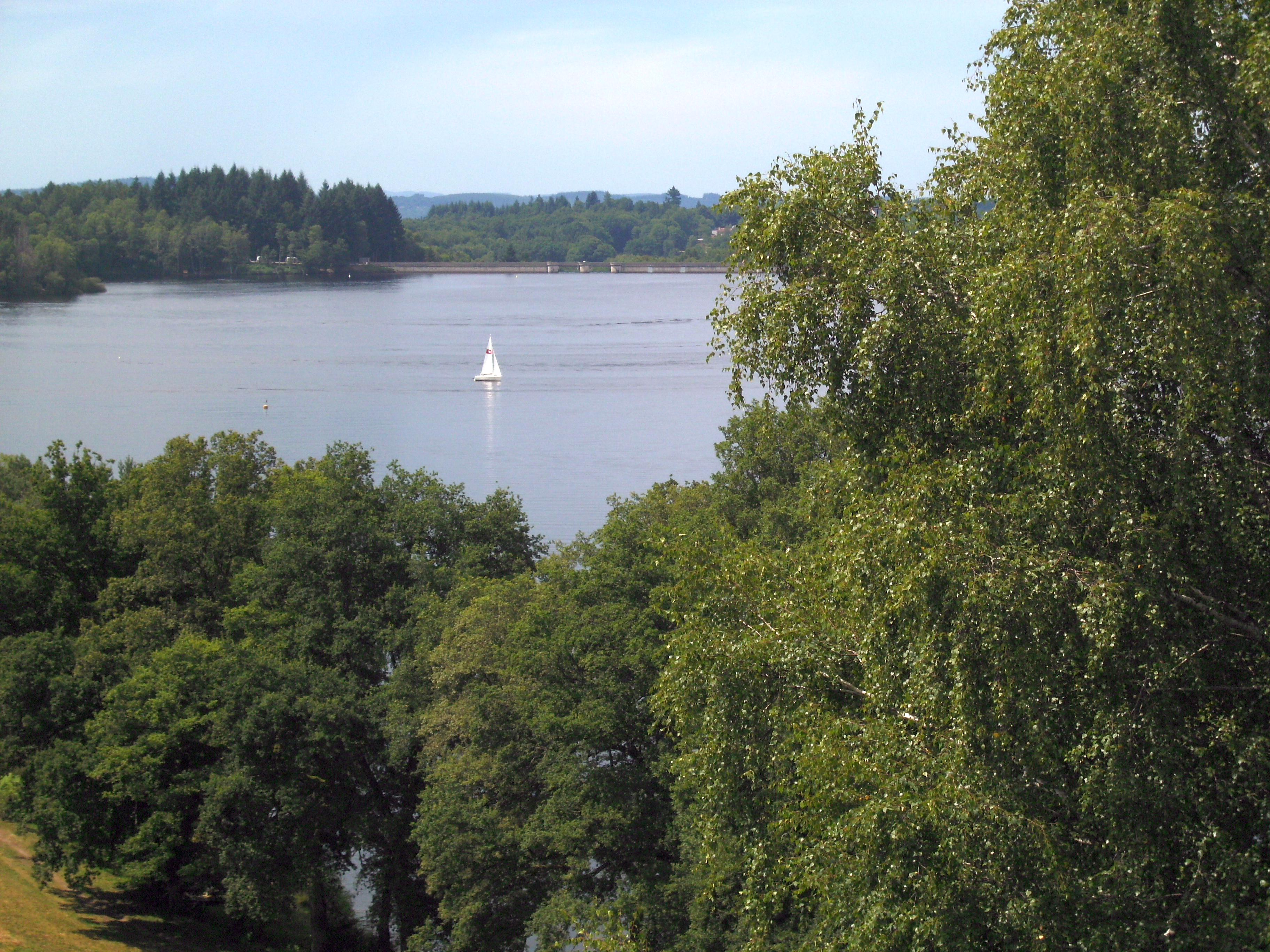
Le lac de Vassivière.
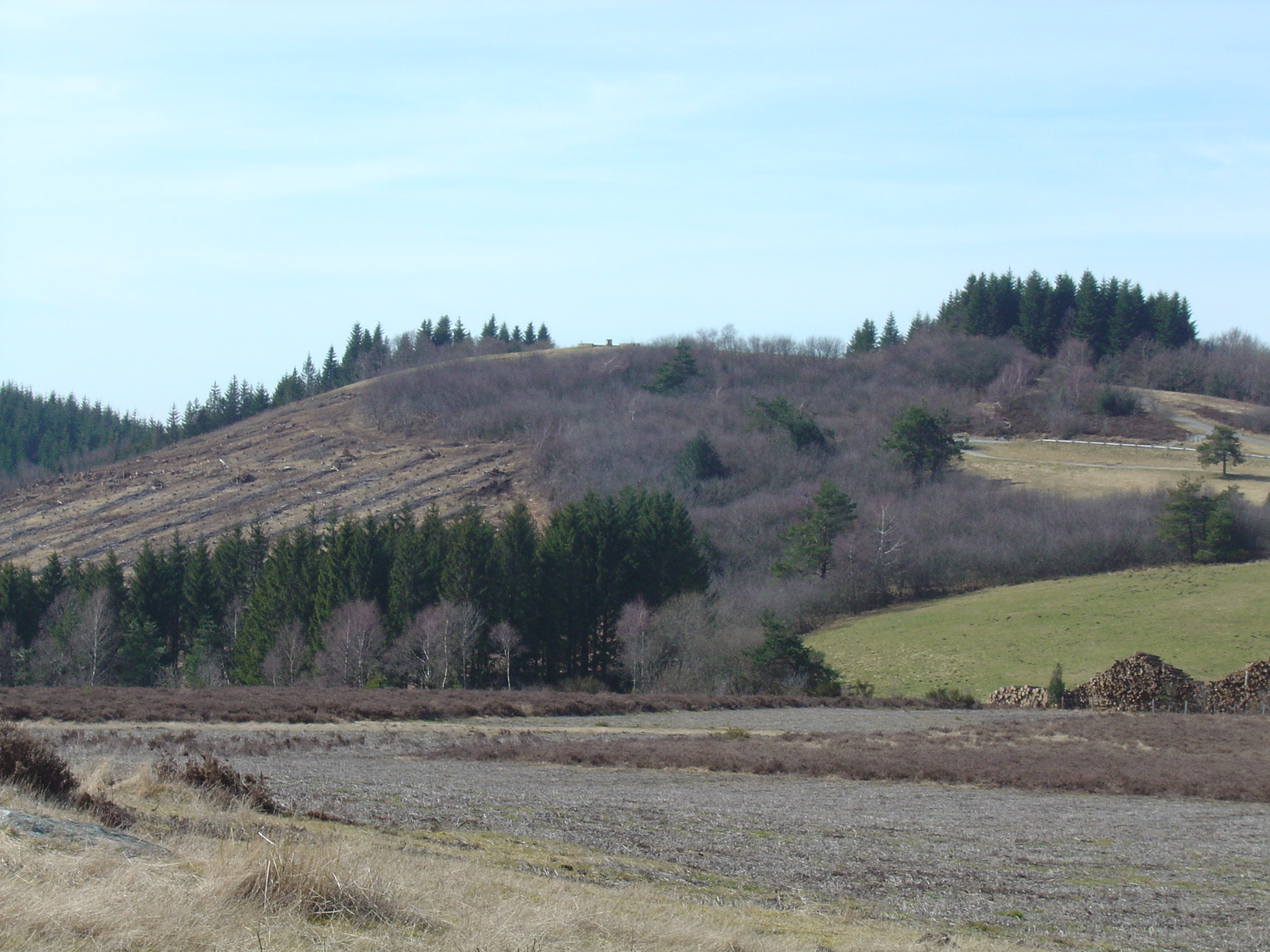
Le suc au May, dans les Monédières.
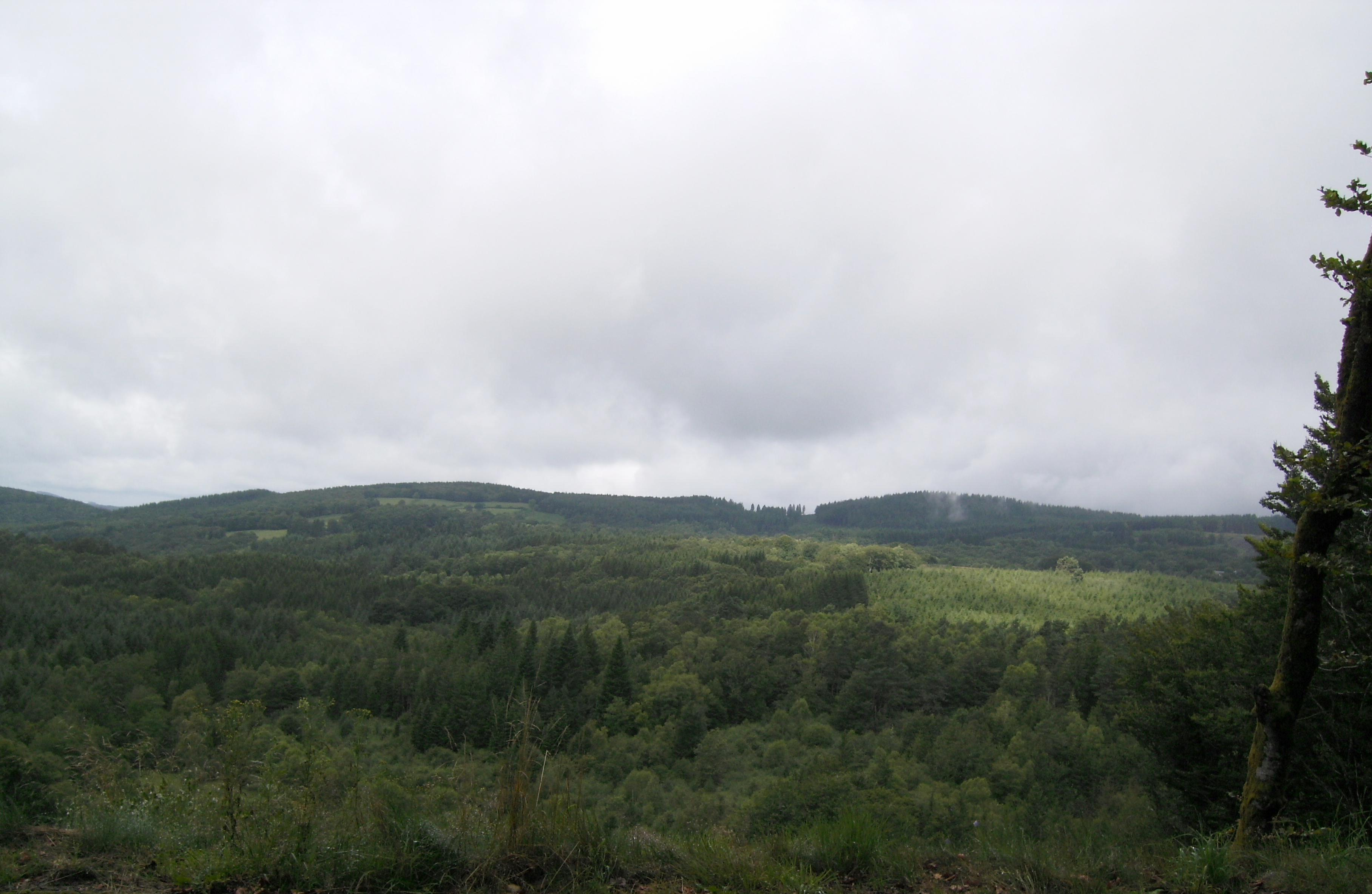
Plateaux de haute Corrèze.
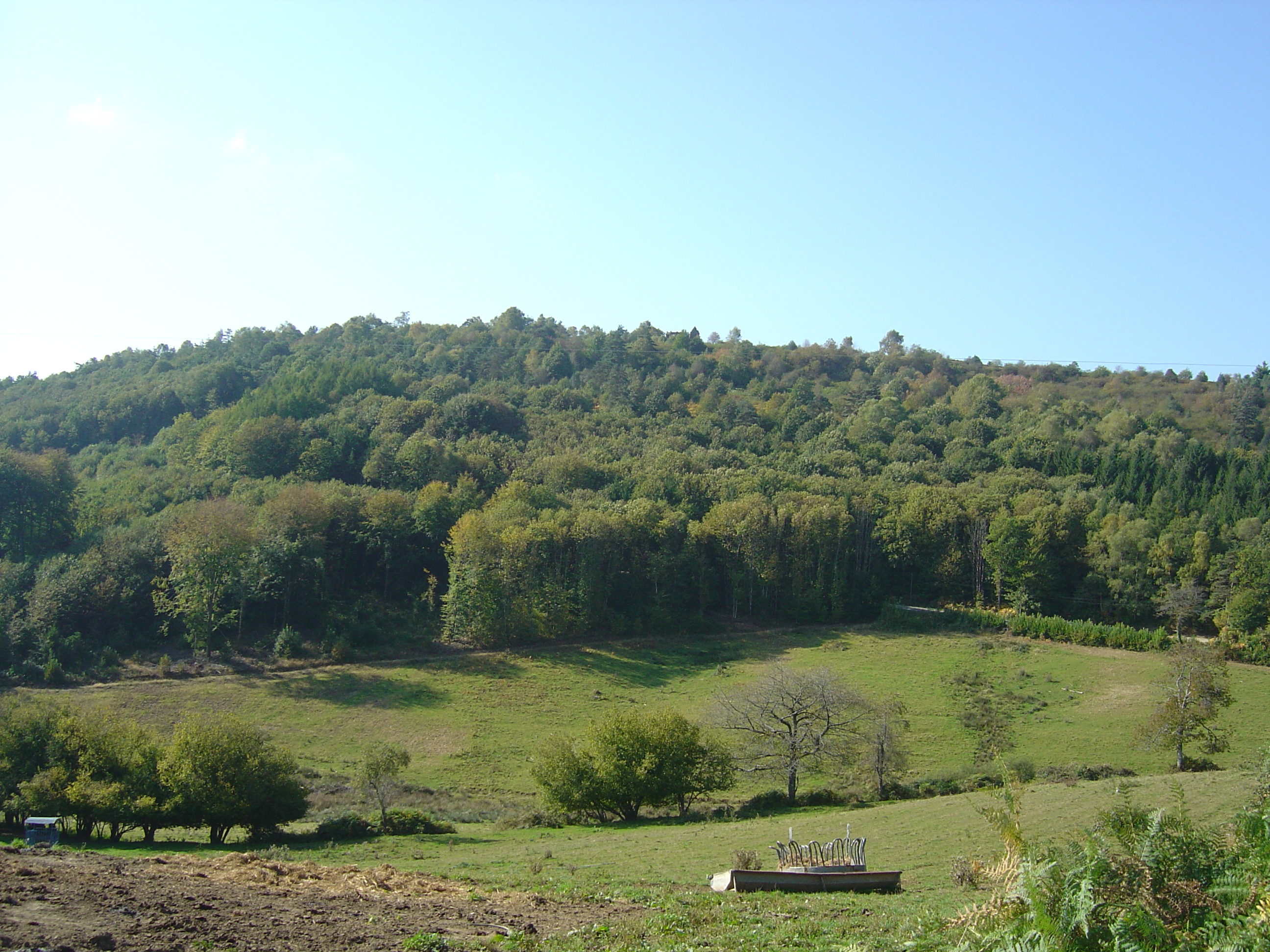
Le mont Gargan.
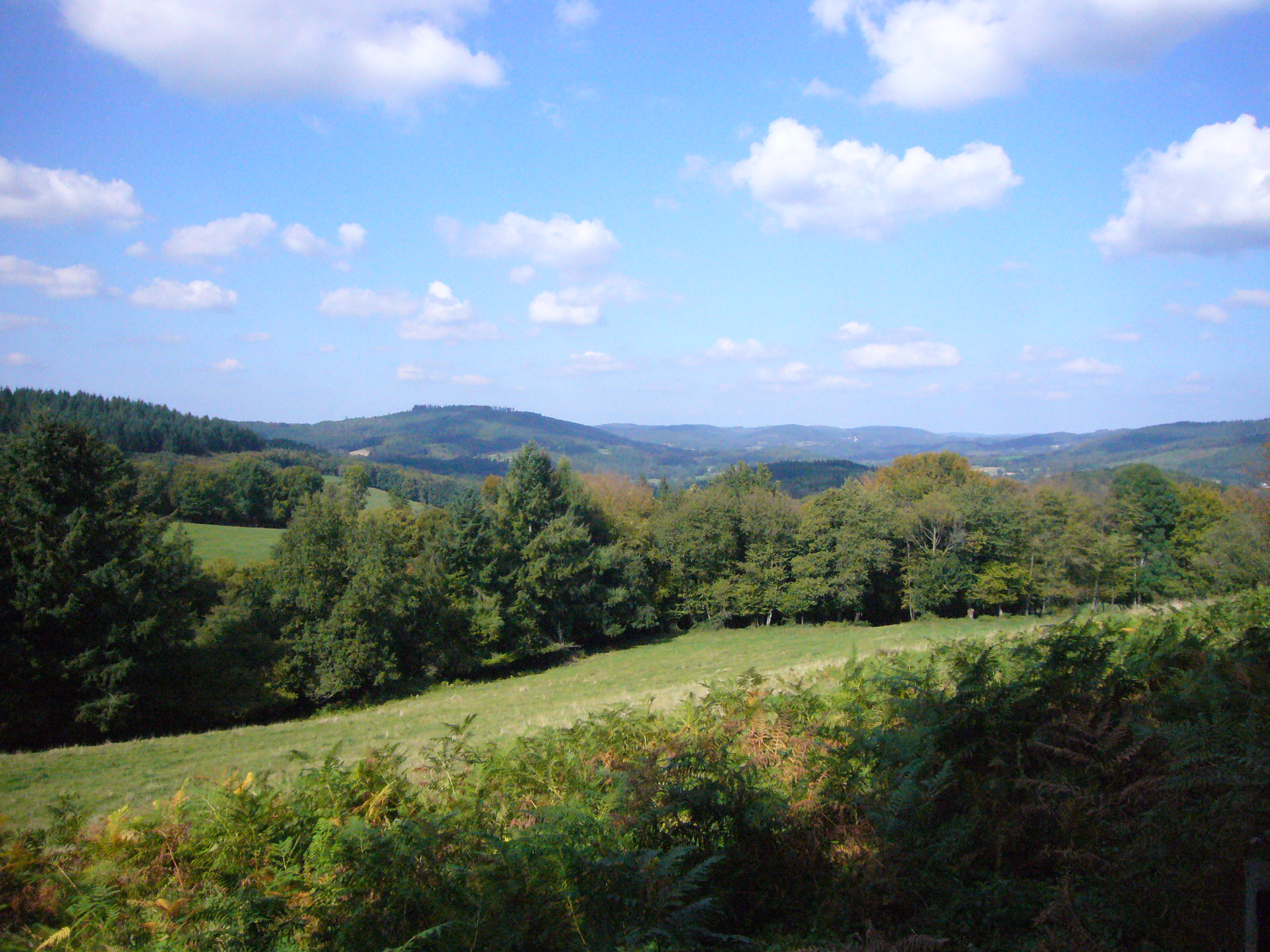
Paysage haut-viennois.

## Patrimoine naturel
Le paysage végétal du plateau de Millevaches a fortement varié au cours du temps et en particulier dans les derniers siècles :
Dès la fin de La Tène (IVe au IIe siècles av. J.-C.), on assiste à une importante déforestation du plateau, les chênaies-hêtraies alors dominantes sont défrichées pour laisser place au pastoralisme. Le châtaignier apparait dans le registre pollinique à l'époque gallo-romaine. L'influence humaine sur le plateau augmente régulièrement pendant cette période, avec par exemple l'apparition de la culture du seigle notée dans le domaine des Cars. La pression agricole diminue après le IIIe siècle, on assiste alors à un retour relatif de la forêt, bien que l'élevage ne disparaisse pas. Au VIIe siècle av. J.-C.-IXe siècle la pression agricole augmente à nouveau et culmine au XIIe siècle, un système mixte est alors en place, dominé par l'élevage avec de la culture de seigle parfois associée à du sarrasin et des châtaigniers. À la fin du XIXe siècle le milieu est presque complètement ouvert et les landes ont commencé à régresser au profit des prairies plus rentables agronomiquement.
Une véritable rupture se produit au XXe siècle où avec la déprise agricole de vastes surfaces du parc ont été plantées de résineux, épicéas, mélèzes et pins Douglas.
4319 relevés botaniques ont été réalisés, à partir de 2005, pour caractériser le biotope du parc, ce travail a permis d'identifier 160 types de végétations sur 113 communes.
Cent quatre-vingt-sept espèces rares ou protégées sont recensées dans le parc, dont soixante-quatorze espèces d'animaux. Par ailleurs, le parc naturel vante l'abondance « extraordinaire de [la] biodiversité ordinaire » sur son territoire.

### Milieux ouverts
Les landes , notamment les landes sèches à bruyère et la lande humide atlantique, et les pelouses sont présentes en ensembles dépassant rarement la centaine d'hectare, en mosaïque avec d'autres milieux naturels comme les tourbières. À la fin du XIXe siècle, ces milieux étaient largement dominants dans le paysage du plateau de Millevaches. Aujourd'hui ils représentent des cibles de conservation et sont souvent protégés.
Les prairies, pâturées ou de fauche, couvrent environ 20 % de la surface du PNR. Ces milieux sont maintenus par l'agriculture, ils sont généralement dominés par des poacés. Dans les pâtures on identifie çà et là les hautes tiges garnies de fleurs de la Gentiane jaune.
Plusieurs espèces d'oiseaux, inféodées aux milieux ouverts, en situation défavorable à une échelle plus large sont considérés comme abondantes sur le territoire : Alouette des champs, Bruant jaune, Pipit farlouse, Tarier des prés et Faucon crécerelle.

### Forêt
La forêt du PNR de Millevaches est majoritairement une formation artificielle de résineux issus des plantations qui ont débuté au XXe siècle. Les essences les plus représentées sont le pin de Douglas et l'épicéa commun. Ces formations végétales sont quasiment monospécifiques et souvent évitées par la faune.
Des fragments de forêts anciennes subsistent par endroits. Les hêtraies à houx qui abritent une biodiversité importante, les vieux arbres et les bois morts sont, notamment, des habitats pour les coléoptères saproxyliques.
Essentiellement privée, la forêt comprend aussi quelques parties publiques, représentées par exemple par les forêts domaniales de Larfeuil, du Longéroux (Corrèze) ou de Chaud (Haute-Vienne), ou la forêt du GSF de Châteauvert et des Agriers (Creuse et Corrèze).

### Faune

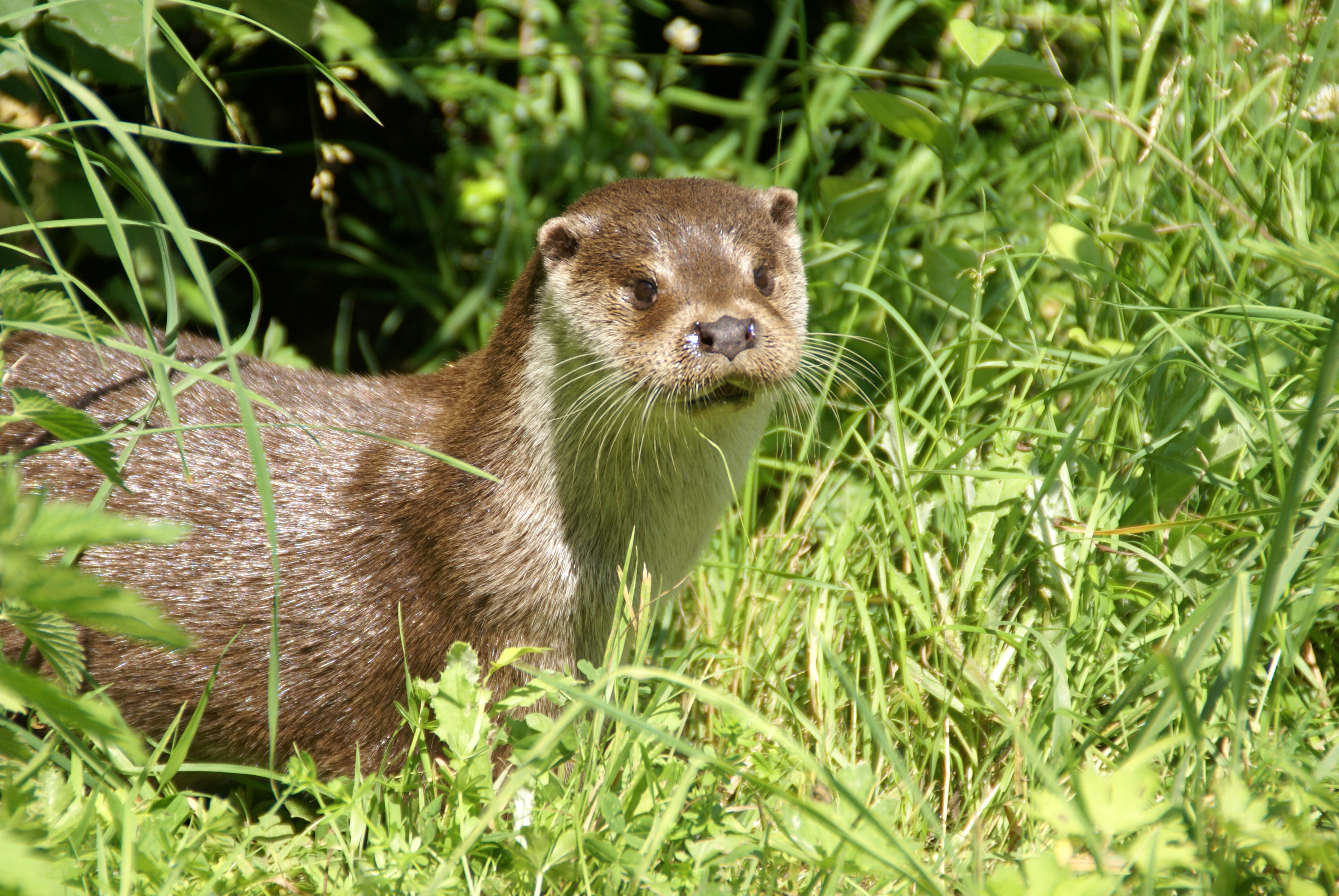
Discrète mais en nombre croissant, la loutre d'Europe est un animal emblématique du plateau.

L'emblème du PNR est la loutre d'Europe, cette espèce avait pratiquement disparu en France, dans les années 1980, mais depuis, grâce à une politique de protection volontariste, elle recolonise lentement le territoire national, à partir de bastions comme le plateau de Millevache. On peut repérer sa présence grâce aux empreintes qu'elle dépose au bord des cours d'eau.
La présence du chat forestier est notée sur le plateau et l'espèce est de plus en plus souvent observée depuis 2001. 22 espèces de chauves-souris sont présentes sur 37 en Europe.
Les rapides ruisseaux du plateau sont également habités par la moule perlière, la présence de cette espèce indique que les cours d'eau sont dans un très bon état, tant du point de vue biochimique qu'écologique.
L'avifaune nicheuse compte le pic noir et la nyctale de Tengmalm, ces deux espèces d'intérêt communautaire ont tiré profit de l'extension de la forêt.

La pie-grièche grise occupe elle les landes et prairies de pâturage gérées extensivement. Une trentaine de couples étaient présents au début des années 2010. Sa cousine, la pie-grièche écorcheur, beaucoup moins rare, fait escale pour l'été.

### Fonge (champignons)
Des échantillonnages des macromycètes ont été réalisés, sur quatre stations, quelques jours par an sur 10 ans, à proximité de Meymac. Ils ont permis de relever 260 espèces (selon la nomenclature proposée par « Le guide des champignons de France et d'Europe » de R. Courtecuisse et B. Duhem, 1994), un résultat élevé.
Pour se concentrer sur les espèces comestibles, on citera le cèpe de Bordeaux, qui fait l'objet d'un important commerce et a même été à l'origine de tensions sur le plateau, et la coulemelle.

## Patrimoine historique et bâti

### Archéologie
Après son installation sur le plateau de Millevaches, Marius Vazeilles, chargé de sa « mise en valeur » et esprit éclairé s'intéressant à tous les sujets, entreprend des études archéologiques sur le territoire dont il a la charge. C'est notamment l'inventeur de :
- La villa des Cars, IIe siècle, un des vestiges des multiples propriétés gallo-romaines du plateau des Millevaches. Ces vestiges gallo-romains se composent de deux édifices funéraires et d'une vaste habitation.

Le musée de Meymac lui est dédié. La collection hétéroclite qu'il avait rassemblée y est exposée, on y trouve par exemple :
- Des vases funéraires en verre et d'autre mobilier funéraire de l'époque gallo-romaine.
- Des outils des époques paléolithique et néolithique témoignant de l'occupation préhistorique du plateau.

### Architecture typique
Dans la seconde moitié du XIXe siècle, l'influence de l'architecture urbaine se fait sentir dans les constructions des paysans-maçons du Limousin (voir l'article Maçons de la Creuse pour plus de détails) : les maisons de maître possèdent un étage, avec un bandeau courant qui marque la limite entre rez-de-chaussée et étage, un toit à deux pans sur un entablement en corniche et une façade en pierre de taille, en général des bloc de granite local. Y sont annexés des étables, dont l'aménagement profite des pentes et du petit bâti comme des fours à pain, puits, porcherie, séchoirs à châtaigne et autres éléments utiles à la vie de la ferme. La chaux se généralise dans les mortiers, à cette période, grâce au développement des moyens de transport.
Jusqu'à la fin du XIXe siècle les toitures étaient couvertes de chaume. Le matériau utilisé était la paille de seigle car sur le plateau il n'y avait pas de roseaux, matériau avec lequel les chaumières de la façade atlantique sont couvertes. Aujourd'hui il reste bien plus d'exemple de chaume de roseau dans les régions littorales, quelque to en sont d'ailleurs couverts dans le parc naturel compte tenu de la disparition du savoir-faire local en couverture de paille de seigle. Les ardoises corréziennes de Travassac et Allasac ont depuis remplacé la chaume.

## Population
Au recensement INSEE de 2011, le parc était peuplé de 37 673 habitants, en baisse de 2,64% par rapport au recensement de 2007. Entre 1999 et 2008 le solde migratoire était positif. La décroissance démographique, enclenchée avec l'exode rural, se tasse depuis la fin du XXe siècle, comme dans le reste du Limousin depuis 1999. Cependant, le plateau de Millevaches reste un espace isolé et rural, où le solde naturel reste nettement négatif et la moyenne d'âge bien plus élevée que la moyenne d'âge régionale. À titre d'exemple, 35,1 % de la population du parc est âgée de 60 ans ou plus, contre 28,5 % pour la région Limousin et 21,1 % à l'échelle nationale. À l'inverse, 25,4 % de la population du parc est âgée de moins de 30 ans, contre 31,0 % en Limousin et 37,6 % en France.
En conséquence de ce profil démographique, on compte environ 34 % de retraités sur le territoire. Parmi eux, certains ont effectué leur carrière ailleurs dans la région ou en France puis reviennent couler des jours paisible sur leur terre d'origine, ils sont comptés dans les statistiques des nouveaux arrivants.
Évolution de la population du territoire du PNR de Millevaches en Limousin entre 1968 et 2007.
| 1962 | 1968   | 1975   | 1982   | 1990   | 1999   | 2006   | 2007   |
| ---- | ------ | ------ | ------ | ------ | ------ | ------ | ------ |
| ?    | 53 087 | 48 558 | 44 964 | 41 726 | 39 044 | 38 815 | 38 696 |

La plus peuplée des communes du parc est Meymac, en Corrèze, avec 2 464 habitants au recensement de 2011. Seules six communes dépassent le millier d'habitants, la commune-type du parc étant peuplée d'environ 340 habitants. 23 communes ont une population inférieure à 100 habitants.
Principales communes du Parc
1. -  Meymac (2 464 hab.)
2. -  Eymoutiers (2 046 hab.)
3. -  Felletin (1 803 hab.)
4. -  Treignac (1 368 hab.)
5. -  Chamberet (1 333 hab.)
6. -  Corrèze (1 154 hab.)

## Économie
L'économie sociale et solidaire emploie 18 % des salariés dans le PNR.
Le secteur primaire est encore très présent sur le territoire, il employait 17,7 % des actifs en 2006, en majorité dans les filières d'élevage bovin ou ovin.

## Éléments de contexte de la création du Parc

### Dynamisme associatif
Le plateau de Millevaches a été plus dynamique dans la création d'association que la moyenne nationale, avec environ 60 créations par an. L'hypothèse selon laquelle ces associations auraient été créées pour suppléer un manque laissé par les pouvoirs publics et les entreprises privées semble être confirmé par le nombre de création d'association dans le domaine des loisirs. Pour autant ce dynamisme n'existe pas dans tous les territoires ruraux délaissés.
Un groupe de 13 communes, dans le nord-ouest du PNR entre Vassivière et Saint-Merd-les-Oussines a été particulièrement actif, grâce à trois vagues successives de nouveaux arrivants sensibles aux problématiques environnementales et solidaires (anciennement qualifiés de hippies, de post-soixante-huitards, ou d'alter).

### Perception de la nature
Une étude publiée en 2017, a permis de montrer que la biodiversité était une préoccupation majeure pour les habitants du plateau de Millevaches. Ces derniers sont également globalement motivés par des objectifs d'autonomie alimentaire, énergétique et en ressources naturelles, ils se sentent collectivement une responsabilité commune à gérer le plateau, tout en partageant généralement la visions du territoire comme d'un endroit où il fait bon vivre.

### Gestion de la forêt et controverses
Les plantations de conifères ont été supervisées et aidées par plusieurs programmes d'État et des institutions comme le Fonds forestier national.
À partir des années 1970, des habitants et élus ont commencé à remettre en cause les projets de plantations, dénonçant entre autres l'impact de ces forêts artificielles sur le paysage et l'environnement. La controverse n'a fait que s'accentuer depuis, malgré l'espoir des acteurs de la filière bois qu'elle diminuerait lorsque la phase d'abattage commencerait et avec elle les profits qui commenceraient à irriguer la région.
Plusieurs problèmes apparaissent, en effet : 90 % des surfaces sont la propriété de propriétaires privés dont les deux tiers possèdent moins des parcelles de moins de 4 ha. Ces derniers sont généralement impossibles à retrouver et à contacter, car ils n'habitent pas dans le PNR, mais plutôt à Paris. Ainsi l'exploitation forestière n'apporte qu'une part infime de ses profits sur le plateau mais elles occasionnent beaucoup de dégâts aux infrastructures, notamment aux routes, dans le PNR.

## Gestion et missions du parc
Les missions du PNR sont définies par le décret du 1er septembre 1994 relatif aux parcs naturels régionaux,, elles couvrent de multiples domaines : au-delà de la protection du patrimoine naturel et culturel, ce sont aussi des outils de l'aménagement du territoire et leurs actions touchent le développement économique, l'agriculture, le tourisme et l'éducation à l'environnement , etc.
Les finalités du parc naturel régional de Millevaches en Limousin sont régies par une charte, qui « détermine pour le territoire du parc naturel régional les orientations de protection, de mise en valeur et de développement et les mesures permettant de les mettre en œuvre ».

### Syndicat mixte de gestion du PNR
Le parc naturel régional est administré par un syndicat mixte regroupant les représentants des communes, de la région, et des départements (ici la Corrèze, la Creuse et La Haute-Vienne). Le bureau syndical compte 23 membres en 2020.
Le syndicat mixte est appuyé par un conseil scientifique et le Conseil de valorisation de l’espace rural du Millevaches. Ses orientations et objectifs sont déclinés en actions par une équipe salariée.

### Exemples de programmes et actions

#### Plan agri-environnemental

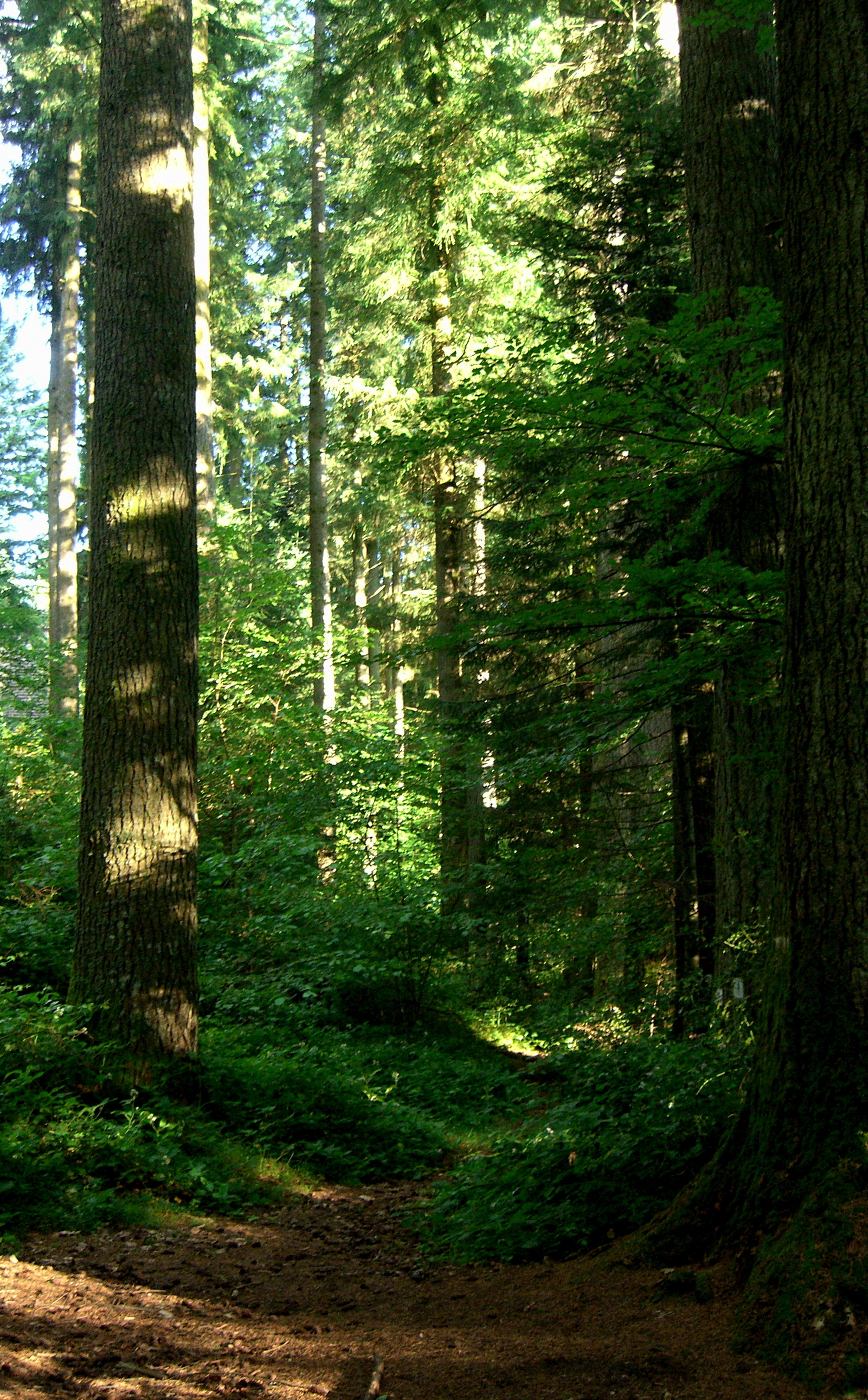
La charte forestière du PNR a entre autres permis l'aménagement de sentiers dans la douglaseraie des Farges.

Le contrat de parc 2008-2010 comprend la mise en place d'un plan local agri-environnemental (PLAE), à mission gestionnaire et conservatoire de milieux et espèces naturels fragiles (landes à bruyères, milieux humides). Ce plan doit permettre l'entretien des landes de montagne en limite des zones Natura 2000, et le maintien de l'ouverture paysagère, c'est-à-dire veiller à ne pas cloisonner les différents espaces (par exemple en restaurant les lisières pour pérenniser le lien paysager entre milieux dits ouverts et espaces forestiers).
Le PNR valorise certaines productions locales, répondant à un cahier des charges établi collégialement, au travers de la « marque parc » commune aux PNR de France. Les produits concernés sont par exemple le miel, les cidres et jus de pommes ou des confitures de fruits rouges.
Le Parc naturel régional est coordinateur du développement de la filière production de sarrasin sur son territoire. Cette plante peu exigeante, a longtemps été à la base de l'alimentation des habitants du plateau avant d'être progressivement abandonnée après la seconde guerre mondiale. Sa culture est de nouveau économiquement intéressante.

#### Charte forestière du territoire
La charte forestière du territoire (CFT) détermine la stratégie forestière du parc à travers un programme d'actions, en observant une démarche rigoureusement axée sur le développement durable et ses trois piliers :
- social : accueil et sensibilisation du public (notamment réaménagement des sentiers comme dans la douglaseraie des Farges) ;
- environnemental : gestion durable des exploitations (mise à disposition de kits de franchissement des cours d'eau pour les engins[a 16], mise en place d'un plan d'approvisionnement territorial sous forme d'état des lieux du contexte sylvicole[a 17]) ;
- économique : soutien et développement de la filière bois.

C'est aussi dans le cadre de cette charte que s'est mise en place l'opération programmée d’amélioration foncière et environnementale (OPAFE), qui cherche la réorganisation de l’espace, avec, comme objectif, la mise en place durable d'une gestion responsable et cohérente des forêts et la stabilité de l'équilibre en milieu forestier et milieu agricole. Ses trois missions sont :
- la réorganisation de l’espace et l’amélioration foncière (acquisition parcellaire avec résorption d’enclaves);
- l’amélioration paysagère et la préservation des milieux remarquables (reconversion de parcelles forestières) ;
- le développement d’une sylviculture adaptée aux caractéristiques paysagers et écologiques du territoire (raisonnée mais diversifiée)[a 18].

#### Eau
Le thème de l'eau fait l'objet d'actions coordonnées de la part du parc (politiques préventives comme la protection du « patrimoine eau », ie les milieux humides, la réduction de l'impact des activités sylvicoles sur les rivages, et la mise en valeur des paysages de vallées et espaces humides, dans le cadre de l'action test Adour-Garonne, du contrat territorial Vienne amont et du plan d’action territorial du bassin du Chavanon et de ses affluents), suivant les prérogatives de sa charte, en association avec différents partenaires que sont l'État et l'agence de l’eau Adour-Garonne.

#### Éducation à la nature, sensibilisation
Le PNR propose des activités autour du développement durable,
- à destination des scolaires : création des « classes parc » proposant lectures du paysage, enquêtes toponymiques…[a 20]
- et du grand public : programmation du « cycle Biodiver'ciné », avec tenue de débats/documentaires dans les villes portes du parc (Eymoutiers, Meymac, Felletin, sur les thèmes des abeilles, des pesticides ou les chauve-souris)[a 21], et assure la gratuité des animations-nature en été.

#### Sauvegarde du patrimoine culturel
L'action du parc naturel régional en matière de protection du patrimoine culturel s'est axée principalement sur la protection du « petit bâti » : les puits, fours à pains, calverts, et moulins symbolise l'activité humaine qui s'est perpétuée durant des siècle sur ce plateau. l'un des éléments les plus singulier de ce patrimoine est l'abondance de ponts souvent taillé d'un seul tenant dans du granite permettant d'enjamber les rus qui parsèment des espaces agricoles.
Concernant le patrimoine immatériel, le parc promeut l'art contemporain, sur des sites comme le Centre international d'art et du paysage de Vassivière ainsi que l'occitan. La mémoire du plateau se conjugue également avec l'agriculture, avec la sauvegarde des variétés potagères locales, et avec architecture, le plateau de millevache, comme le Limousin en général, était la terre d'origine de maçons qui « montaient » travailler à Paris lorsque l'agriculture ne suffisait plus à nourrir les familles au cours des XIXe et XXe siècles.

#### Économie

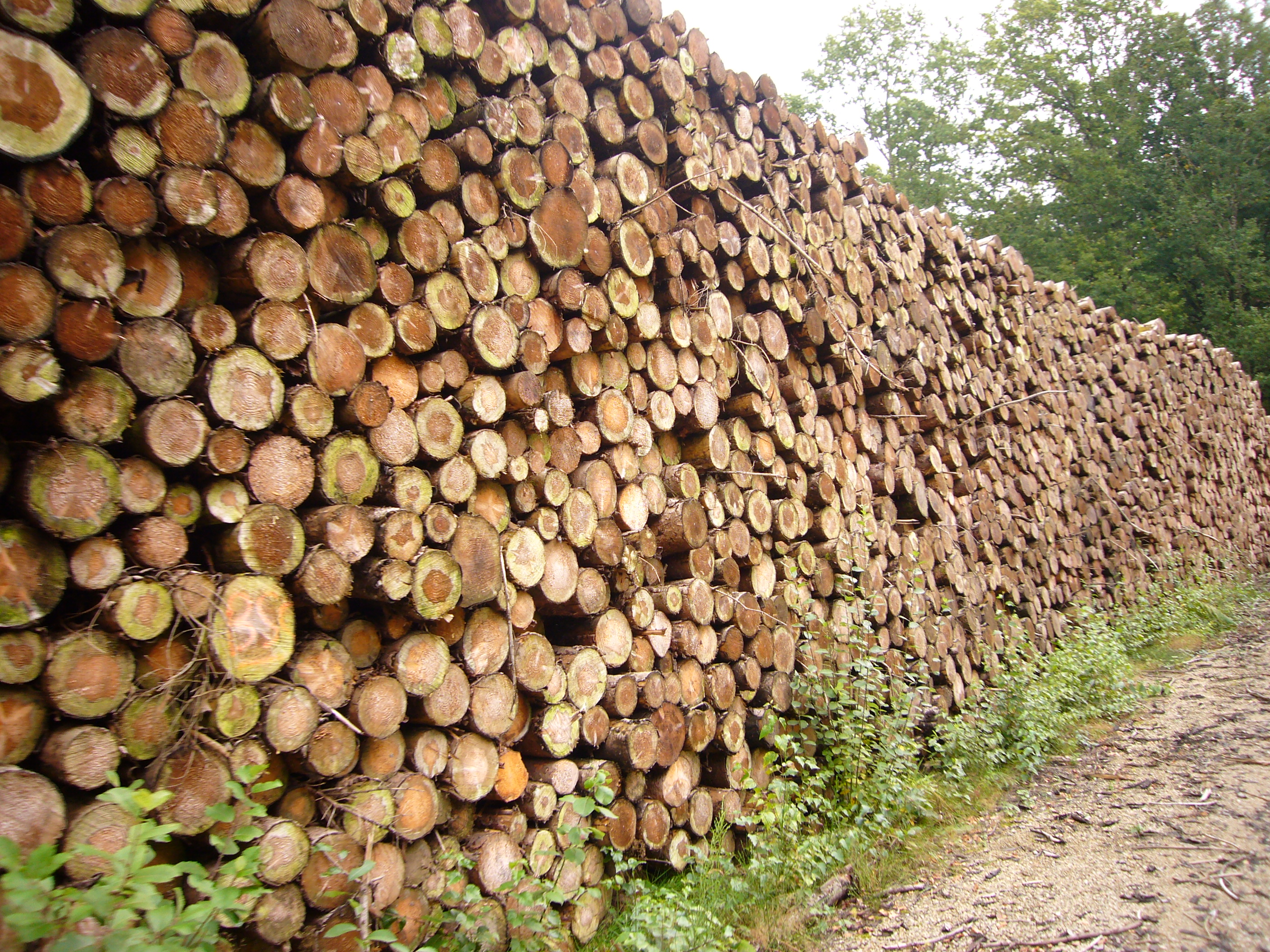
Billes de bois près de Nedde.

Le parc soutient l'artisanat et le commerce du territoire. Les secteurs du bâtiment et, dans une moindre mesure, de l'alimentation, sont les fers de lance de l'artisanat du PNR, au sein duquel en 2009 travaillaient 1 632 employés de l'artisanat. Les particularités effectives du secteur au sein du parc (moyenne d'âge plus élevée des chefs d'entreprises artisanales, quasi-totalité des établissements en zone rurale) conduisent les autorités du parc à engager des politiques spécifiques. Dans ce sens, le PNR promeut une démarche collective territorialisée (DCT), dispositif d’accompagnement des projets des petites entreprises artisanales, commerciales et de services intervenant essentiellement sur un marché de proximité.
Enfin, comme on l'a vu précédemment, le secteur forestier est soutenu au travers de la charte forestière, mais aussi grâce au groupement de développement forestier (GDF) du plateau de Millevaches, une association basée à Bugeat, composée de 200 membres. Par ailleurs, un programme de sensibilisation des élus sur la construction en bois a été mis en œuvre en 2009 et 2010, en partenariat avec l'union régionale des communes forestières Auvergne-Limousin et l'association Pôle interprofessionnel bois Limousin.

## Tourisme et loisirs

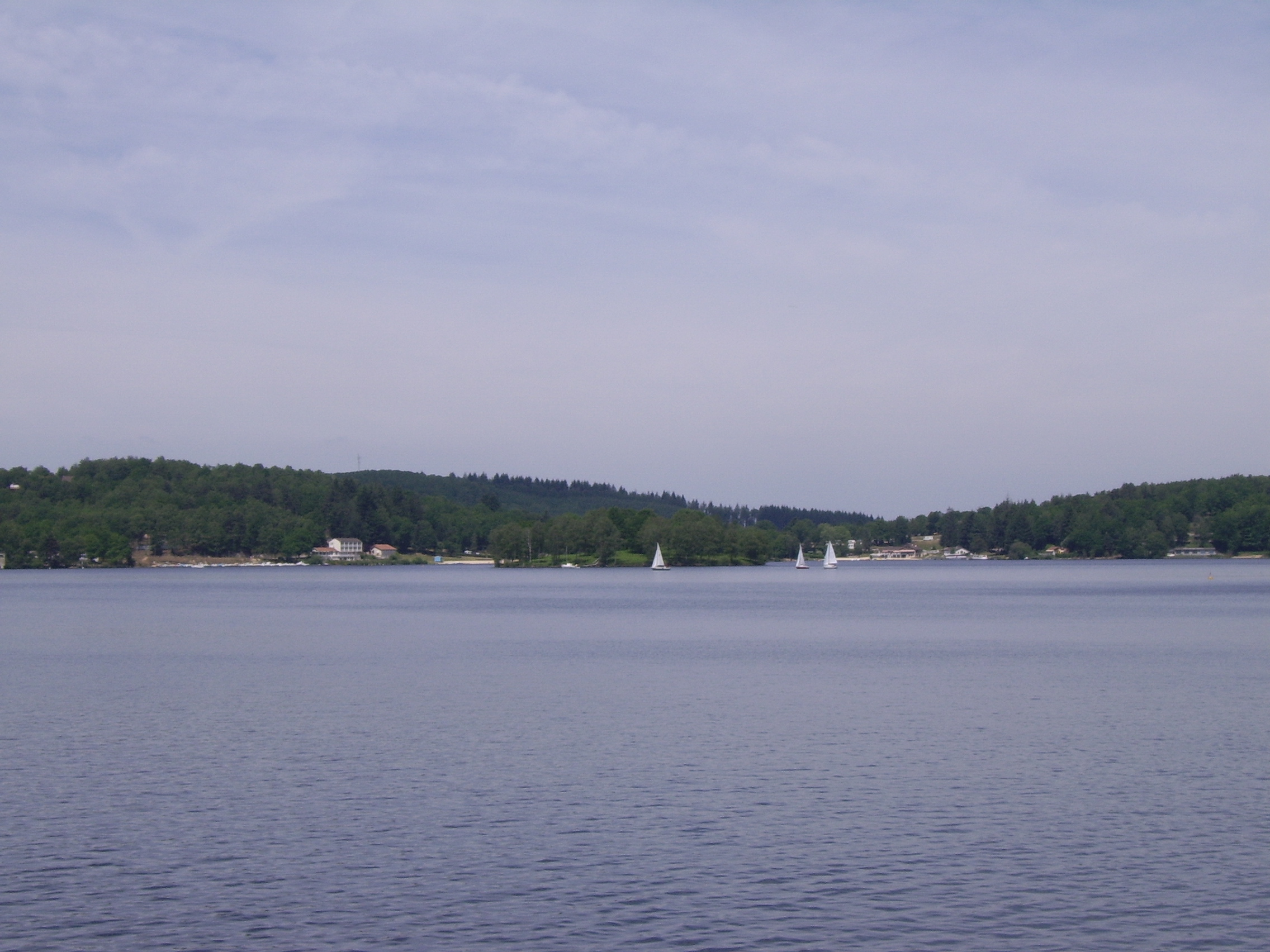
Le lac de Vassivière, un des principaux atouts touristiques du parc.

L'essentiel de l'activité touristique du PNR est lié aux différentes formes du tourisme en lien avec le milieu naturel : tourisme vert, tourisme sportif et tourisme rural.
Le parc abrite deux stations de ski de fond : Saint-Setiers et Bonnefond en Corrèze.
Depuis le déclassement de Treignac[Quand ?], il n'existe plus aucun « plus beau village de France » dans le parc.

### Infrastructures
Le PNR abrite six stations vertes de vacances : Bujaleuf, Eymoutiers, Meymac, Peyrat-le-Château, Royère-de-Vassivière et Treignac.

#### Hébergement
Le territoire du parc regroupe en 2009 :
- 23 hôtels classés (0 à 3 étoiles) pour 347 chambres ;
- 36 campings pour 2 321 emplacements.

Par ailleurs, le chiffre de la part de résidences secondaires dans le nombre total de logements par commune est révélateur de la vocation touristique de séjour saisonnier du Parc. En effet, 32,9 % des résidences du territoire sont des résidences secondaires ou logements occasionnels, contre 9,7 % à l'échelle nationale.

#### Transports
Malgré un relief peu favorable et une faible densité démographique, le territoire couvert par le parc avait été doté d'un réseau ferré relativement important. Plusieurs liaisons sont à présent fermées.
La ligne Limoges-Ussel, qui traverse le parc selon une diagonale nord-ouest/sud-est, constitue la colonne vertébrale ferroviaire du parc. Récemment, elle a bénéficié d'importants travaux de modernisation qui ont permis d'appréciables gains de vitesse. Les deux principales villes du parc -Eymoutiers et Meymac- sont à 45 minutes l'une de l'autre par le rail. Huit allers-retours quotidiens circulent entre Limoges et Eymoutiers et quatre entre Eymoutiers et Ussel. Cinq localités du parc sont dotées d'une gare sur cette ligne.
Sur une diagonale sud-ouest/nord-est, l'autre transversale ferroviaire -axe (Lyon) Clermont-Ferrand/Brive/Bordeaux- a connu un important trafic, aujourd'hui très diminué. D'Eygurande à Corrèze, trois localités du parc possèdent une gare sur cette ligne. Quatre allers-retours quotidiens relient Corrèze à Meymac et trois circulent entre Meymac et Eygurande. Deux allers-retours Ussel-Eygurande-Clermont-Ferrand sont maintenus jusqu'en 2014, date de la fermeture de la ligne au-delà de la gare d'Eygurande - Merlines. Les trains s'arrêtent depuis lors à Ussel.
Enfin, la ligne (Busseau-sur-Creuse) Guéret-Aubusson-Felletin-Ussel, qui desservait des secteurs particulièrement arides et isolés du nord du périmètre du parc, n'a plus qu'un trafic très réduit. Elle avait été construite principalement pour permettre l'exploitation des mines de charbon de Lavaveix-les-Mines et aussi pour raccorder l'important camp militaire de La Courtine au réseau national. Mais les mines de Lavaveix sont fermées depuis 1969 et le camp de La Courtine n'a plus qu'une activité restreinte. Sur cette ligne, il n'existe plus aucun trafic entre Felletin et Ussel (les voies ont même été déposées entre Felletin et La Courtine). Le trafic marchandises est maintenu au nord de Felletin. Le trafic voyageurs se résume à un aller-retour quotidien Felletin-Guéret-Limoges (sauf le week-end) en deux heures de trajet.
Le territoire du parc est longé au sud-est par l'autoroute A89, dite Transeuropéenne, reliant Bordeaux à Lyon via Clermont-Ferrand, ouverte entre 2000 et 2003, par laquelle il est accessible depuis les sorties 20 (Tulle-Centre), 21 (Tulle-Est), 22 (Egletons), 23 (Ussel-Ouest) et 24 (Ussel-Est). L'autoroute A20 reliant Vierzon à Montauban via Limoges passe à proximité du parc, à l'ouest.